# Paul Chack
Paul Chack (Parigi, 12 febbraio 1876 – Montrouge, 9 gennaio 1945) è stato uno scrittore e ufficiale di marina francese che venne fucilato perché accusato di collaborazionismo.

## Biografia
Nato in una famiglia di signorotti di campagna, entra alla Scuola navale (École navale) nel 1893, e si imbarca sul Borda (come Claude Farrère) e L'Iphigénie; nel 1896, viene assegnato all'Hoche, al Masséna e a numerose altre navi. Soggiorna a Costantinopoli e Tolone, poi si imbarca sul sottomarino Grondin. Nel 1908, parte per l'Indocina.
È a Tolone durante la prima guerra mondiale (1914-1918) e nei Balcani nel mar Adriatico sulla Massue e sul Courbet. Infine termina la sua carriera di marinaio al Servizio storico della Marina (1921-1934). La sua carriera di scrittore inizia in questo periodo e viene aiutato da Claude Farrère e da tutta la documentazione del Servizio storico della Marina.
Seguace di Charles Maurras e delle sue idee nazionalistiche, membro del comitato di sostegno ai patrioti imprigionati (Charles Maurras e dei militanti della Cagoule ) Chack è sedotto dal fascismo, che gli appare come il prolungamento delle sue idee politiche dopo il 6 febbraio 1934, poi dal nazismo stesso. Aderisce al Partito Popolare Francese (PPF) di Jacques Doriot nel 1937 e diventa membro dell'ufficio politico. È particolarmente considerato per la sua anglofobia.
Collaborazionista molto attivo sui giornali e a Radio Parigi, anticomunista e antisemita, il 9 gennaio 1945, accusato di intesa con il nemico, fino ad aver augurato pubblicamente la vittoria tedesca, viene fucilato. Era il nonno materno della scrittrice Anne Pons.

## Opere
- La guerre des croiseurs (1922)
- Combats et batailles sur mer (1925, in collaborazione con Claude Farrère)
- On se bat sur mer (1926)
- Sur le bancs de Flandre (1927)
- Ceux du blocus (1928)
- Pavillon haut (1929)
- L'homme d'Ouessant (1930)
- Branle-bas le combat (1932)
- Hoang-Tham pirate (1933)
- Héros de l'Adriatique
- Lutte sans merci
- Des Dardanelles aux brumes du nord
- La route des Indes sauvée par la France
- Survivants prodigieux
- Patrouilles tragiques dans la nuit
- Croisières merveilleuses